# Liste der Biografien/Zav
Liste der Biografien |
Portal Biografien |
Personensuche
# |
A |
B |
C |
D |
E |
F |
G |
H |
I |
J |
K |
L |
M |
N |
O |
P |
Q |
R |
S |
T |
U |
V |
W |
X |
Y |
Z |
?
 
Za |
Zb |
Zc |
Zd |
Ze |
Zf |
Zg |
Zh |
Zi |
Zj |
Zk |
Zl |
Zm |
Zn |
Zo |
Zr |
Zs |
Zu |
Zv |
Zw |
Zy |
Zz
 
Zaa |
Zab |
Zac |
Zad |
Zae |
Zaf |
Zag |
Zah |
Zai |
Zaj |
Zak |
Zal |
Zam |
Zan |
Zao |
Zap |
Zaq |
Zar |
Zas |
Zat |
Zau |
Zav |
Zaw |
Zax |
Zay |
Zaz
Die Liste der Biografien führt alle Personen auf, die in der deutschsprachigen Wikipedia einen Artikel haben. Dieses ist eine Teilliste mit 47 Einträgen von Personen, deren Namen mit den Buchstaben „Zav“ beginnt.

## Zav

### Zava
- Zavackas, Donatas (* 1980), litauischer Basketballspieler
- Závada, Vladimír (* 1987), slowakischer Badmintonspieler
- Zavadszky, Gábor (1974–2006), ungarischer Fußballspieler
- Zavagnin, Kerry (* 1974), US-amerikanischer Fußballspieler
- Zavala Castro, Alejo (* 1941), mexikanischer Geistlicher, emeritierter Bischof von Chilpancingo-Chilapa
- Zavala de la Puente, Juan (1804–1879), Ministerpräsident von Spanien
- Zavala Muniz, Justino (1898–1968), uruguayischer Schriftsteller und Politiker
- Zavala Peniche, Beatriz (* 1957), mexikanische Soziologin und Politikerin
- Zavala y Sáenz, Manuel Lorenzo Justiniano de (1788–1836), mexikanischer Botschafter
- Zavala, Cristián (* 1999), chilenischer Fußballspieler
- Zavala, Fernando (* 1971), peruanischer Politiker
- Zavala, Gabino (* 1951), römisch-katholischer Bischof
- Zavala, Iris (1936–2020), puerto-ricanische Schriftstellerin, Dichterin und Hochschullehrerin
- Zavala, Jesús Eduardo (* 1987), mexikanischer Fußballspieler
- Zavala, Joaquín (1835–1906), nicaraguanischer Politiker und zweimaliger Staatspräsident
- Zavala, Maria Elena (* 1950), US-amerikanische Biologin und Hochschullehrerin
- Zavala, Víctor (1890–1972), chilenischer Fußballspieler
- Zavaleta, Miguel (* 1955), argentinischer Rocksänger
- Zavalloni, Cristina (* 1973), italienische Sängerin (Mezzosopran) und Komponistin
- Zavar, Erol (* 1964), türkischer Chefredakteur der kurdischen Zeitschrift ODAK
- Zavarko, Vilmoš (* 1988), serbischer Kegler
- Zavaroni, Lena (1963–1999), britische SängerinLena Zavaroni (1963–1999)

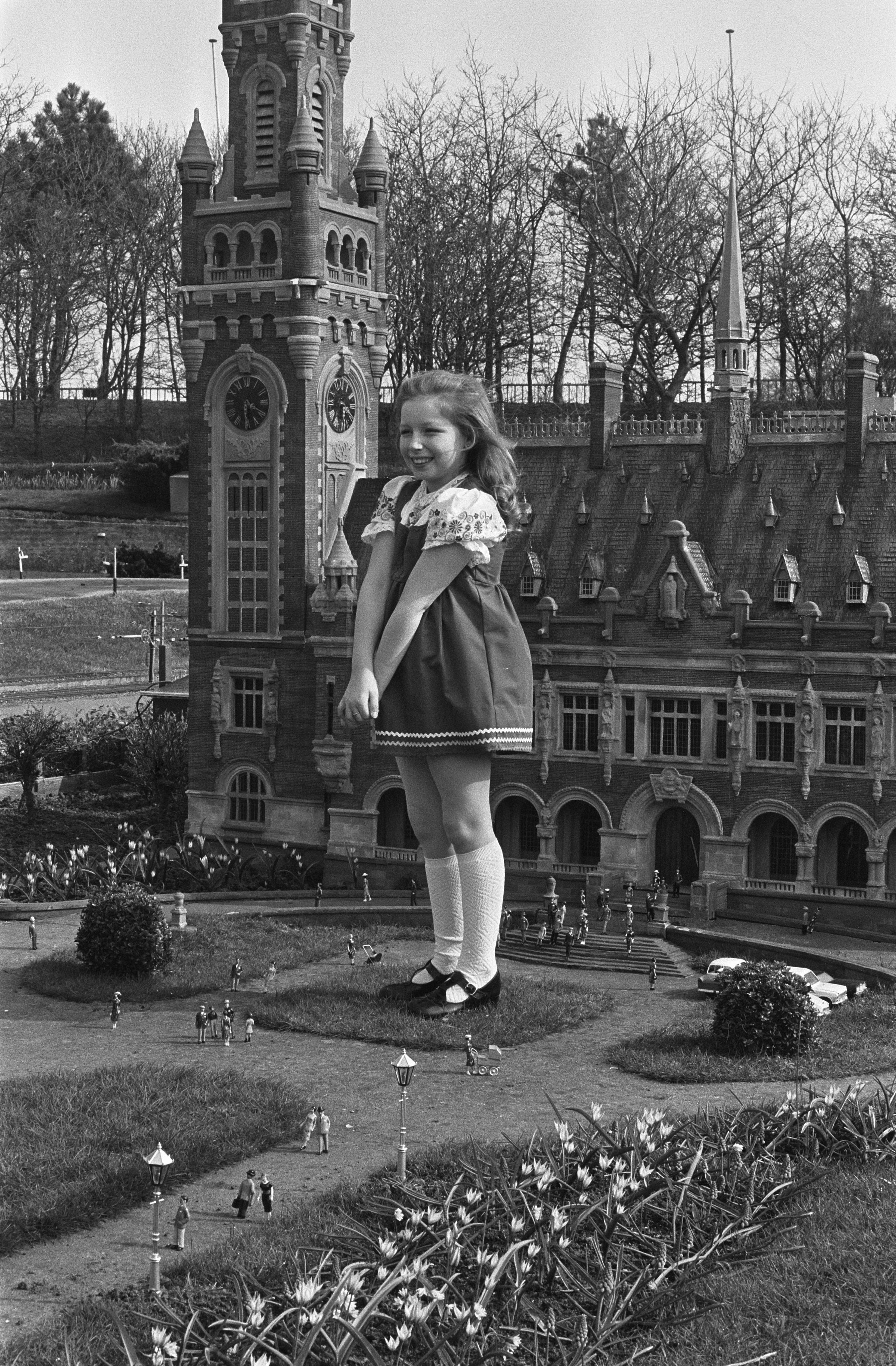
Lena Zavaroni (1963–1999)

- Zavarský, Marián (* 1986), slowakischer Komponist
- Zavateri, Lorenzo Gaetano (1690–1764), italienischer Komponist und Violinist
- Zavatta, Achille (1915–1993), französischer Clown und Zirkusgründer
- Zavattini, Cesare (1902–1989), italienischer Drehbuchautor und Theoretiker des italienischen Neorealismus

### Zavb
- Žavbi, Andrej, jugoslawischer Radrennfahrer

### Zave
- Zavec, Dejan (* 1976), slowenischer Boxer
- Zavelberg, Heinz Günter (1928–2015), deutscher Jurist und Politiker (CDU), Präsident des Bundesrechnungshofes
- Zavelberg, Nico (* 1979), deutscher Film- & Fernsehregisseur
- Zaven, Cynthia (* 1970), libanesische Pianistin, Komponistin und Installationskünstlerin
- Zaveri, Ashna (* 1993), indische Schauspielerin

### Zavi
- Zaviačič, Milan (1940–2010), slowakischer Mediziner
- Záviš von Zap († 1422), böhmischer Theologe und Komponist
- Zavišić, Ilija (* 1952), jugoslawischer Fußballspieler
- Zavitz, Lee (1904–1977), US-amerikanischer Spezialeffektkünstler

### Zavo
- Zavoda, Francisc (1927–2011), rumänischer Fußballspieler und -trainer
- Zavoda, Vasile (1929–2014), rumänischer Fußballspieler und -trainer
- Závodný, Antonín (1922–1990), tschechischer Komponist
- Závodský, Osvald (1910–1954), tschechoslowakischer Kommunist und Spanienkämpfer
- Zavolan, Mihaela (* 1968), rumänische Systembiologin und Hochschullehrerin
- Zavoli, Mimma (* 1963), san-marinesische Politikerin
- Závory, Emese (1941–2021), ungarische Bildhauerin

### Zavq
- Zavqiy, Ubaydulla Solih oʻgʻli (1853–1921), usbekischer Schriftsteller

### Zavr
- Zavřel, Štěpán (1932–1999), tschechischer Maler, Grafiker und Kinderbuchautor
- Zavřel, Vlastimil (* 1954), tschechischer Schauspieler und Synchronsprecher

### Zavy
- Zavyan, Aiman (* 2002), singapurischer Fußballspieler